# Марк Слен
Марк Слен (на нидерландски: Marc Sleen) е фламандски автор на комикси (художник и писател), илюстратор и карикатурист.

## Биография
Роден е на 30 декември 1922 година в Гентбрюге, днес част от Гент. Учи в Гент.
След Втората световна война започва работа като карикатурист във вестник „Стандарт“. През 1947 година поставя началото на поредицата от комикси „Приключенията на Неро и Ко“ („De avonturen van Nero & Co“), която му донася широка известност. Той продължава да издава поредицата до 2002 година.

## Отличия
През 1997 година получава рицарско звание.
Обявен е за почетен гражданин на 5 населени места в Белгия: Хьолсхаут (1981), Синт Никлас (1984), Брюксел (2005), Тьорнхаут (2008), Хуйларт (2011).